# Cablu de fibră optică

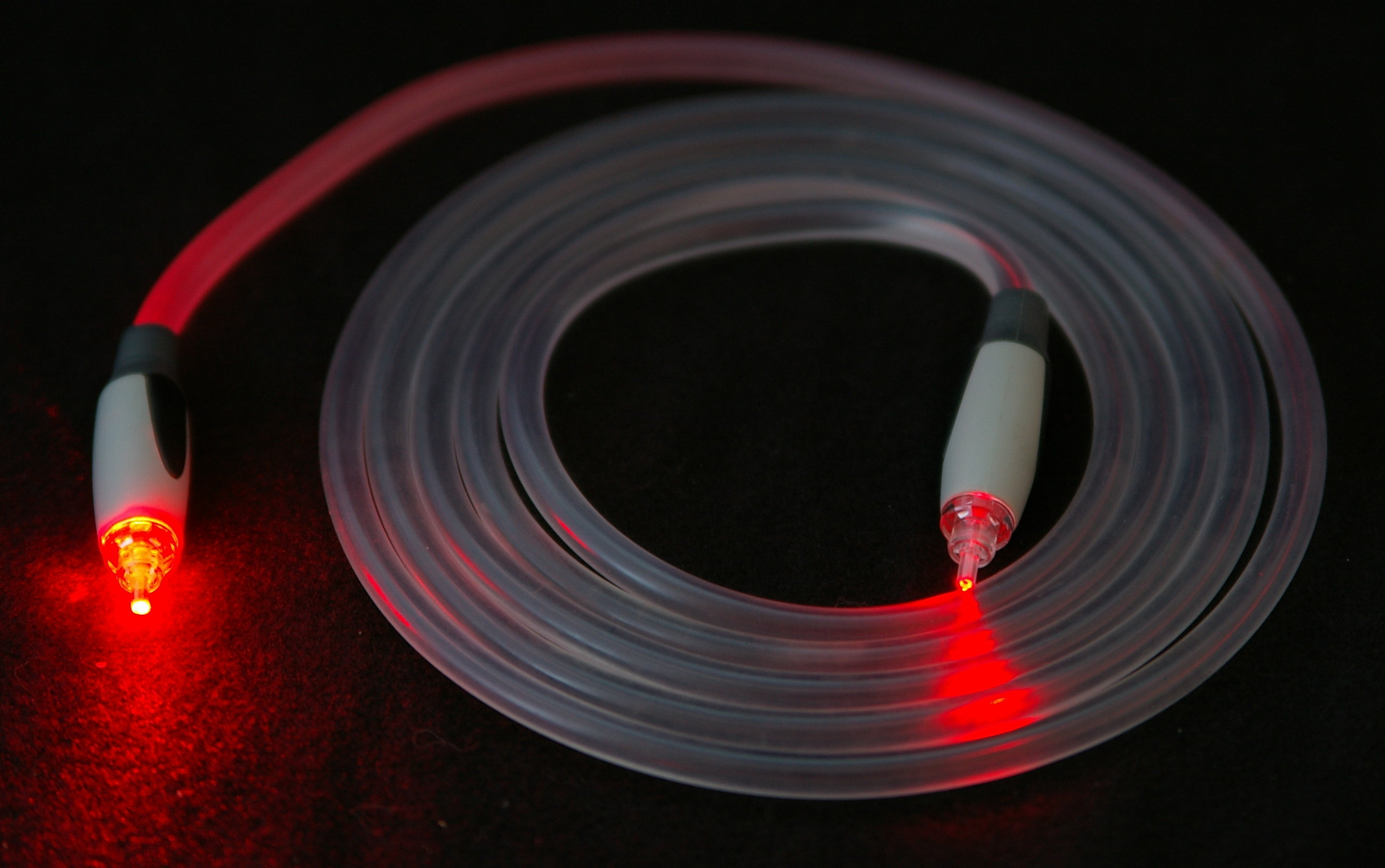
Un cablu de fibră optică cu înveliș transparent, TOSLINK, produs de firma Toshiba. Aceste cabluri de fibre din material plastic sunt utilizate în principal pentru conexiuni audio digitale între dispozitive.

Un cablu de fibră optică este un cablu care conține una sau mai multe fibre optice care servesc conducerii luminii. Cablurile optice au o largă utilizare, mai ales în telecomunicații. Fibrele optice sunt în general acoperite individual cu straturi de plastic și conținute într-un tub de protecție adecvat mediului în care va fi montat cablul.

## Proiectare

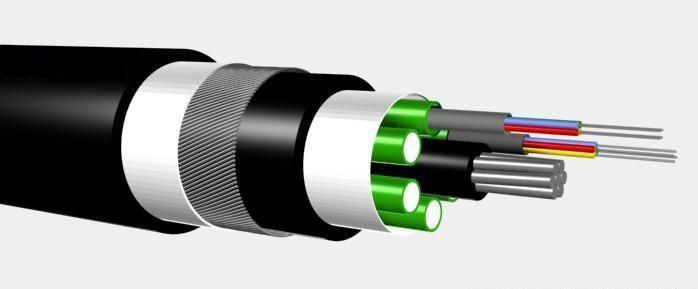
Un cablu multi-fibră

Fibrele optice sunt alcătuite dintr-un miez si un înveliș, selectat pentru o reflexie internă totală, datorată diferenței indicelui de refracție între cele două medii. În practică, învelișul este acoperit cu un strat de acrilat sau poliamidă. Acest înveliș protejează fibra de eventuale daune, dar nu contribuie la proprietățile sale de ghid de undă. Fibrele cu înveliș individual (sau cele formate din panglici sau fascicule) sunt apoi acoperite cu un strat dur de rășină și/sau un tub de extrudat in jurul lor, pentru a forma miezul cablului. Pentru a forma cablul, sunt adăugate apoi mai multe straturi de învelis protector, în funcție de aplicație. Ansamblurile de fibră rigide conțin, uneori, între fibre sticlă absorbantă de lumină ("sticlă neagră"), pentru a preveni "scurgerile" de lumină între fibre. Acest lucru reduce diafonia între fibre, sau pâlpâirile în aplicatiile de imagistică.

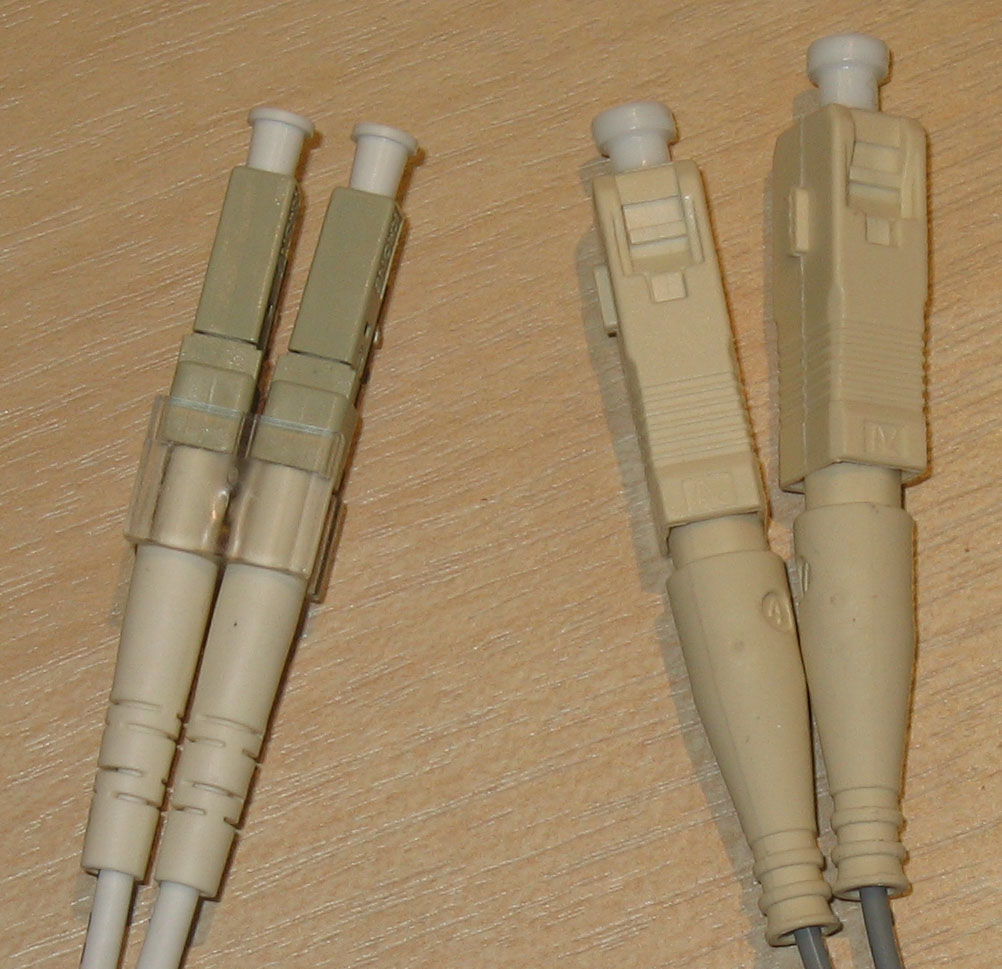
Stânga: Conectori de fibre optice
Dreapta: conectori SC/PC
Toți cei patru conectori au o calotă albă, ce acoperă conexiunile.

Pentru aplicații de interior, fibra este, în general, înglobată în jacheta de plastic ușor împreună cu un mănunchi de fibre polimerice flexibile cum ar fi aramida, pentru a forma un singur cablu. Fiecare terminal al cablului poate avea un conector specializat, pentru a permite conectarea și deconectarea facilă la și de la echipamentul de emisie și receptie.

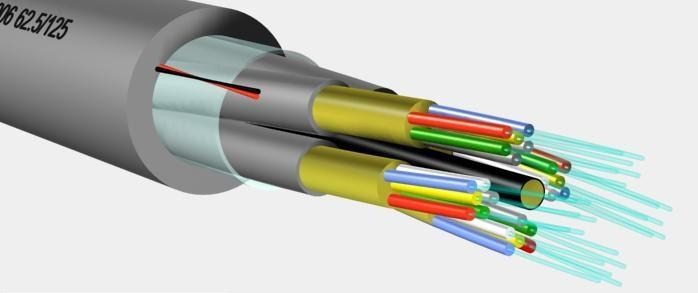
cablu breakout de fibră optică

Pentru utilizarea în medii mai solicitante, este necesară o structură mult mai robustă a cablului. In structura de tip "tub liber" (loose-tube), fibra este plasată elicoidal în tuburi semi-rigide, permițând cablului să se lungească fără a întinde și fibra. Acest lucru protejează fibra de tensiuni mecanice în timpul montării și la variațiile de temperatură. Tubul liber poate fi "în bloc uscat" sau "umplut cu gel". Prima variantă oferă fibrelor o protecție mai redusă, dar costă mai puțin. În locul unui tub liber, fibra poate fi încorporată într-o jachetă de polimer dens, construcție numită în general "separator întins" (tight buffer). Cablurile de tip "tight buffer" sunt fabricate pentru o varietate de aplicatii, dar cele mai comune sunt cele numite "breakout" și "distribution".
Cablurile "breakout" conțin în mod normal un "ripcord", două elemente dielectrice de consolidare (tije de sticlă epoxi), un fascicul de fire rezistente, situat sub jachetă, pentru îndepărtarea acesteia de aramidă și un tub separator de 3 mm, cu un strat adițional de Kevlar ce înconjoară fiecare fibră. Ripcord-ul  este un mănunchi de fire paralele rezistente, situat sub jachetă, pentru înlăturarea acesteia. Cablurile "distribution" au o împachetare generală din Kevlar, un ripcord și un buffer de acoperire de 0,9 mm, în jurul fiecărei fibre. Aceste unități de fibră sunt în general împachetate cu elemente adiționale de oțel, cu o răsucire elicoidală pentru a permite întinderea.
O preocupare critică în cablarea exterioară este protejarea fibrei de contaminarea cu apa. Acest lucru este obținut prin utilizarea unor bariere solide, cum ar fi tuburile de cupru, gelul hidrofug, sau pudra hidro-absorbantă în jurul fibrei.
În sfârșit, cablul poate fi armat pentru a fi protejat contra unor riscuri din mediul exterior, cum ar fi lucrările în construcții, sau animalele rozătoare. Cablurile submarine sunt mai puternic armate în apropierea țărmului, pentru a le proteja de ancorele navelor, uneltele de pescuit și chiar rechini, care pot fi atrași de curenții electrici de alimentare a amplificatoarelor, sau repetoarelor din cablu.
Cablurile moderne vin într-o mare varietate de învelișuri și blindaje, concepute pentru aplicații cum ar fi îngroparea directă în șanțuri, utilizarea duală ca linii de tensiune, instalarea în conducte, fixarea pe stâlpi de telefonie aerienă, cabluri de comunicații submarine și introducerea în pavajele străzilor.

## Capacitate și piață
Cablurile de fibră moderne pot conține până la o mie de fibre, cu o lățime de bandă potențială de ordinul a câțiva terrabiți/secundă.

## Fiabilitate și calitate
Fibrele optice sunt inerent foarte robuste, dar rezistența lor este drastic redusă de defecte de suprafață microscopice inevitabile în procesul de fabricație. Rezistența inițială a fibrei, cât și modificarea acesteia în timp trebuie să fie considerate în legătură cu stresul aplicat fibrei în timpul manipulării, cablării, instalării, pentru de un set dat de condiții de mediu. Există trei scenarii de bază care pot conduce la degradarea rezistenței și avarie prin inducerea creșterii defectelor: oboseala dinamică și cea statică și stresul de îmbătrânire. Telecordia GR-20, Cerintelei generice pentru fibra optica si cablul de fibra optica.contin criteriul de fiabilitate si calitate  pentru a proteja fibra optica in toate conditiile de operare.Criteriul este concentrat pe conditiile de instalare exterioare(OSP).Pentru instalarea interioara, un criteriu similar este Telecordia GR-409, Cerinte generice pentru cablurile de fibra optica de interior
Telcordia GR-20, Generic Requirements for Optical Fiber and Optical Fiber Cable conțin criterii de fiabilitate și calitate pentru a proteja fibra optică în toate condițiile de operare. Criteriile se concentrează asupra condițiilor de instalare în spații exterioare. Pentru instalarea interioară, criterii similare sunt enunțate în Telecordia GR-409, Generic Requirements for Indoor Fiber Optic Cable.

## Tipuri de cabluri
- OFC: Optical fiber, conductive
- OFN: Optical fiber, nonconductive
- OFCG: Optical fiber, conductive, general use
- OFNG: Optical fiber, nonconductive, general use
- OFCP: Optical fiber, conductive, plenum
- OFNP: Optical fiber, nonconductive, plenum
- OFCR: Optical fiber, conductive, riser
- OFNR: Optical fiber, nonconductive, riser
- OPGW: Optical fiber composite overhead ground wire
- ADSS: All-Dielectric Self-Supporting

## Materiale pentru manta
Materialul pentru manta este specific aplicațiilor. Materialul determină robustețea mecanică, îmbătrânirea datorată UV, rezistenței la produse petroliere etc. În prezent PVC-ul este înlocuit de alternative fără halogeni, determinate în principal de reglementări stricte.
| Material                         | fără halogen | Rezistență la radiații UV | Remark                            |
| -------------------------------- | ------------ | ------------------------- | --------------------------------- |
| Polimer LSFH                     | Da           | Bună                      | Bun pentru utilizare în interior  |
| Policlorură de vinil (PVC)       | Nu           | Bună                      | Înlocuit cu polimer LSFH          |
| Polietilenă (PE)                 | Da           | Slabă                     | Bun pentru utilizare în exterior  |
| Poliuretan (PUR)                 | Da           | ?                         | Cabluri foarte flexibile          |
| Tereftalat de polibutilenă (PBT) | Da           | Rezonabilă?               | Bun pentru utilizare în interior  |
| Poliamidă (PA)                   | Da           | Bună-Slabă                | Utilizare în interior și exterior |

## Codificare prin culori

### Tresa cablului
Mantaua este în general codificată pe tresa cablurilor într-un cod al culorilor, pentru a indica tipul de fibră folosită.
Conectorii cu carcasă de plastic folosesc aceleași coduri de culori. Codul culorilor standard pentru manta sau pentru carcasa conectorilor se poate vedea mai jos:
| Culoarea jachetei | Semnificație                                                           |
| ----------------- | ---------------------------------------------------------------------- |
| Galben            | fibră optică monomod                                                   |
| Portocaliu        | fibră optică multimod                                                  |
| Albastru deschis  | fibră optică multimod 50/125 micrometri 10 gig optimizată pentru laser |
| Gri               | cod color vechi pentru fibră optică multimod                           |
| Albastru          | utilizat uneori pentru fibră optică cu menținerea polarizării          |

| Capăt de conector | Capăt de conector | Semnificație                | Comentariu |
| ----------------- | ----------------- | --------------------------- | --- |
| Albastru          | Albastru          | Contact fizic (PC), 0°      | utilizat în principal pentru fibre monomod; unii fabricanți utilizează această culoare pentru fibră optică cu menținerea polarizării. |
| Verde             | Verde             | Unghi de șlefuire (APC), 8° | |
| Negru             | Negru             | Contact Fizic (PC), 0°      | |
| Gri,              | Bej               | Contact Fizic (PC), 0°      | conectori de fibre multimod |
| Alb               | Alb               | Contact Fizic (PC), 0°      | |
| Roșu              | Roșu              |                             | Putere optică mare. Uneori, utilizată pentru conectarea laserilor de pompaj extern sau a pompelor Raman.                              |

### Cabluri multifibră
Fibrele individuale intr-un cablu multifibră se disting adesea una de cealaltă prin mantaua codificată color. Schema de identificare folosită de Corning Cable Systems se bazează pe EIA/TIA-598, "Optical Fiber Cable Color Coding".
EIA/TIA-598 definește scheme de identificare pentru fibre, mantale de fibre, unități ale fibrelor. Acest standard permite identificarea unitatilor de fibre  prin intermediul unei legende imprimate. Această metodă poate fi folosită pentru identificarea unor panglici, sau subunități de fibre. Legenda conține o poziție numerică imprimată care corespunde unei culori pentru utilizarea în identificare.
| Poziție | Culoare jachetă                    |  |
| ------- | ---------------------------------- |  |
| 1       | Albastru                           |  |
| 2       | Portocaliu                         |  |
| 3       | Verde                              |  |
| 4       | Maro                               |  |
| 5       | Gri-ardezie                        |  |
| 6       | Alb                                |  |
| 7       | Roșu                               |  |
| 8       | Negru                              |  |
| 9       | Galben                             |  |
| 10      | Violet                             |  |
| 11      | Roz                                |  |
| 12      | Turcuaz                            |  |
| 13      | Albastru cu o dungă neagră         |  |
| 14      | Portocaliu cu o dungă neagră       |  |
| 15      | Verde cu o dungă neagră            |  |
| 16      | Maro cu o dungă neagră             |  |
| 17      | Gri-ardezie cu o dungă neagră      |  |
| 18      | Alb cu o dungă neagră              |  |
| 19      | Roșu cu o dungă neagră             |  |
| 20      | Negru cu o dungă galbenă           |  |
| 21      | Galben cu o dungă neagră           |  |
| 22      | Violet cu o dungă neagră           |  |
| 23      | Roz cu o dungă neagră              |  |
| 24      | Albastru deschis cu o dungă neagră |  |

## Viteza de propagare și întârzierea
Cablurile optice transferă date la viteza luminii în sticlă (mai mică decât în vid). Aceasta este în mod normal între 180.000 și 200.000 km/s, ceea ce reprezintă 5,0 - 5,5 µs de lltență pe km. Astfel, timpul de întârziere pentru transmisia round-trip la distanța de 1000 km este de aproximativ 11 ms.

## Pierderi
In mod normal, fibrele moderne cu indice în gradient au pierderi de atenuare de 3 dB/km la 850 nm și 1 dB/km la 1300 nm. Fibrele monomod 9/125 au pierderi de 0,4/0,25 dB/km la 1310/1550 nm. Fibra optică de plastic pierde mult mai mult: 1dB/m la 650 nm. Fibra optică de plastic are miezul mai gros (în jur de 1 mm) și este potrivită doar pentru rețele scurte, de viteze mici, cum ar fi în automobile.
Fiecare conexiune adaugă pierderi medii de aproximativ 0,6 dB și fiecare lipitură (splice) adaugă pierderi medii de aproximativ 0,1 dB.
În funcție de puterea emițătorului și de sensibilitatea receptorului, dacă pierderea totală este prea mare, legatura nu va fi sigură.
Lumina invizibilă IR este utilizată în  comunicațiile prin fibră de sticlă comerciale, deoarece are o atenuare mai scăzută în asemenea materiale decât în lumina vizibilă. Totuși, fibrele de sticlă transmit lumina vizibilă într-un mod convenabil pentru testarea simplă a fibrei, fără a necesita un echipament scump. Lipiturile pot fi inspectate vizual și ajustate pentru o pierdere minimă a luminii la locul de lipire, lucru ce maximizează transmisia luminii între capetele fibrelor care sunt lipite.
Graficele de la Understanding Wavelengths In Fiber Optics și Optical power loss (attenuation) in fiber ilustrează relația dintre lungimea de undă a luminii folosite și arată benzile de absorbție ale apei între 850, 1300 și 1550 nm nm.

## Siguranță
Deoarece radiația infraroșie utilizată în comunicații nu este vizibilă, există un risc potențial de securitate pentru tehnicieni. În anumite cazuri, nivelurile de putere sunt destul de ridicate, astfel încât să provoace daune ochilor, în mod special atunci când se utilizează lentile sau microscoape pentru examinarea fibrelor. Microscoape cu filtre optice de securitate sunt disponibile pentru evitarea unor astfel de incidente.
Fragmente mici de sticla pot de asemenea să reprezinte o problemă, de aceea este necesar sa se ia măsuri pentru ca astfel de fragmente  produse în momentul despicării fibrei sunt colectate în mod corespunzător.